# 三木里站
三木里站（日语：／ Mikisato eki */?）是位於三重縣尾鷲市三木里町，東海旅客鐵道（JR東海）的紀勢本線車站。
此站至新鹿站之間為紀勢本線最後開通區間。

## 歷史
- 1958年（昭和33年）4月23日：國鐵紀勢東線九鬼站至此站開通，此站啟用[1]。
- 1959年（昭和34年）7月15日：國鐵紀勢東線此站至新鹿站之間開通，同時路線改名為紀勢本線[1]。
- 1983年（昭和58年）12月21日：成為無人車站[2]。
- 1987年（昭和62年）4月1日：伴隨國鐵分割民營化，車站由東海旅客鐵道（JR東海）營運[1]。
- 2005年（平成17年）4月10日：列車交會設備撒走，2號月台停止使用。

## 車站構造
車站為地上車站。本來設有2面2線的相對式月台，近車站大樓為1號月台往新宮方向，對面為2號月台往多氣方向，在2005年4月，2號月台路軌撒走，變為1面1線的單式月台。前1號月台供所有列車使用。前2號月台與前1號月台設有跨線橋連接。現時候車室已經撤走，車站只剩下月台。
由尾鷲站管理的無人車站。在開業時設有積木結構的車站大樓，內部設有候車室和長期關閉狀態的櫃臺。

## 使用狀況
根據「三重縣統計書」，以下列出近年1日平均乘車人次。
| 年度   | 一日平均 乘車人次 |
| ------ | ----------------- |
| 1998年 | 150               |
| 1999年 | 135               |
| 2000年 | 120               |
| 2001年 | 111               |
| 2002年 | 96                |
| 2003年 | 85                |
| 2004年 | 86                |
| 2005年 | 81                |
| 2006年 | 81                |
| 2007年 | 79                |
| 2008年 | 70                |
| 2009年 | 68                |
| 2010年 | 70                |
| 2011年 | 70                |
| 2012年 | 74                |
| 2013年 | 77                |
| 2014年 | 66                |
| 2015年 | 64                |
| 2016年 | 55                |
| 2017年 | 52                |

## 車站周邊
車站附近的紀勢本線是沿著複雜的谷灣式海岸行走，因此車站位於河口最深部和村落，兩邊設有隧道連接。此站往賀田方向為亥谷隧道，往九鬼方向為名柄隧道。
沿車站往車道下行300米會到達八十川的河口和三木里的村落。村落內設有小學、郵局、市政廳出張所等，也接近三木里海灘。此地方也有許多螢火蟲，在部分時期設有無數的螢火蟲在天空飛翔。
- 紀北信用金庫（日语：紀北信用金庫）輪內分店
- 法念寺 - 日本曹洞宗，在寺內的池塘設有鯽屬的變種魚，為三重縣的自然紀念物的「鐵魚」在池塘內棲息。

## 巴士路線
- 尾鷲市社區巴士 尾鷲市Fureai巴士（日语：尾鷲市ふれあいバス）
  - 尾鷲站、梶賀（日语：梶賀町）方向。

## 相鄰車站
東海旅客鐵道（JR東海）
紀勢本線
九鬼－三木里－賀田

## 注腳
1. 1 2 3 4 5  曾根悟（監修）. 朝日新聞出版分冊百科編集部（編集） , 编. . 朝日百科週刊. 25號 紀勢本線、參宮線、名松線. 朝日新聞出版. 2010-01-10: 18–21.
2. ↑  「天王寺鉄管局、紀勢線と参宮線の駅業務を大幅削減へ」日本經濟新聞1983年6月29日，地方經濟中部7頁